# 언니, 나랑 결혼할래요?
언니, 나랑 결혼할래요?는 외국계 기업에서 일하는 대한민국의 레즈비언인 김규진이 동성 배우자와 미국에서 동성결혼 혼인신고를 하는 과정을 그린 책이다.